# Velázquez födelsehus

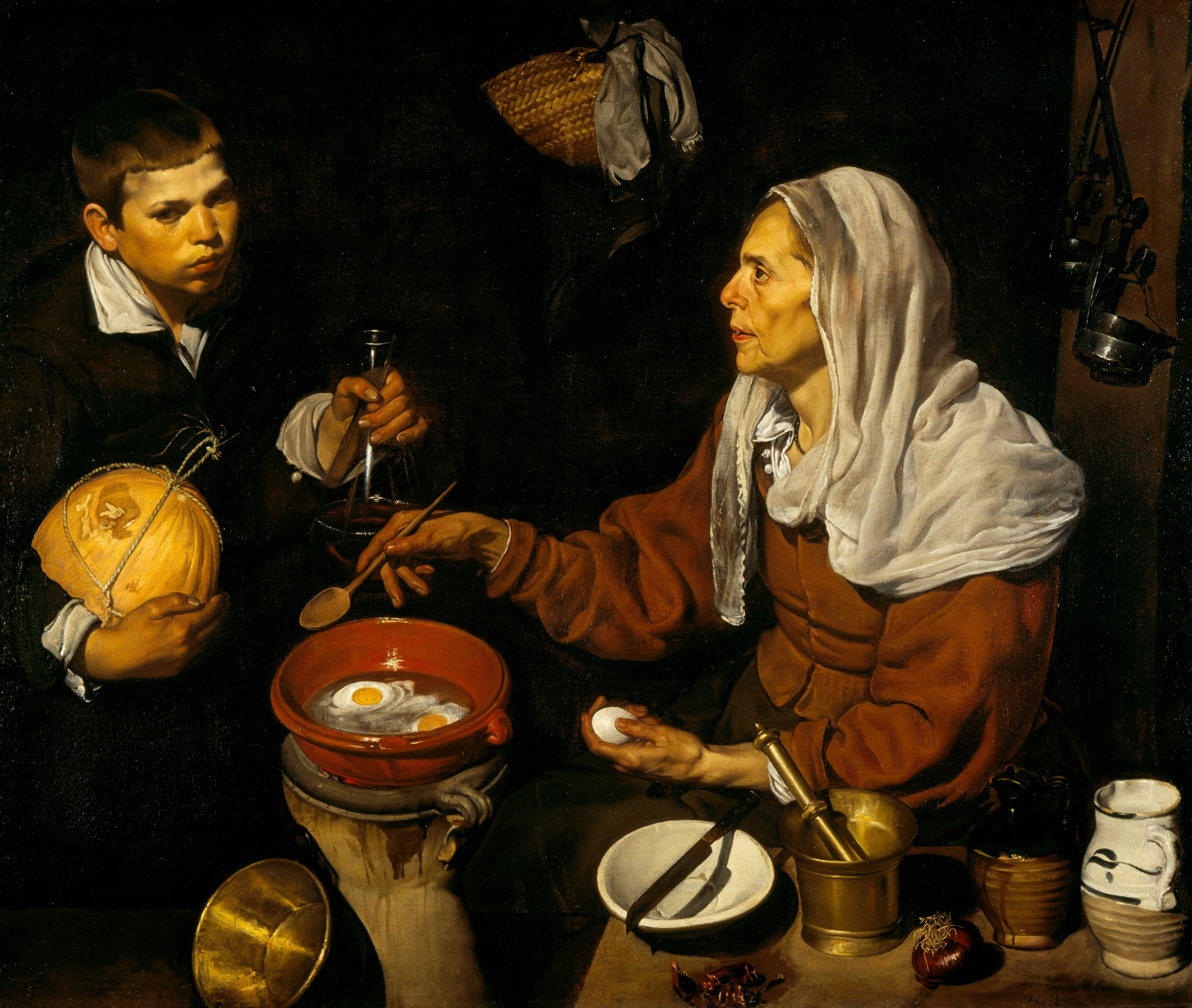
Gammal kvinna som steker ägg från omkring 1618, målad av Diego Velázques i Sevilla

Velázquez födelsehus är ett planerat privat konstnärsmuseum i Sevilla i Spanien. Diego Velázquez anses vara född i huset på Calle Padre Luis Maria Llop 4. Huset byggdes någon gång mellan 1570 och 1580.
Diego Velázquez familj flyttade in i huset 1598, året innan Velázquez föddes. Det har varit ett flerfamiljshus fram till 1970-talet, då det köptes av två investerare i Sevilla, som också restaurerade det. Åren 1973–1983 var det lokal för konstgalleriet M-11. År 1985 köptes det av modeskaparna och paret Victorio & Lucchino (José Víctor Rodríguez Caro och Lucchino José Luis Medina del Corral), som innehade fastigheten till 2017. Det köptes 2018 för att bli museum av en grupp privatpersoner under ledning av författaren och journalisten Enrique Bocanegra (född 1973).
Museet kan i bästa fall öppna 2021. Huset är i två våningar och har en yta på 589 kvadratmeter och två patior. 